# Giovanni Aparecido Adriano dos Santos
Giovanni Aparecido Adriano dos Santos (* 5. Februar 1987 in Bauru) ist ein ehemaliger brasilianischer Fußballspieler.

## Karriere
Giovanni startete seine Laufbahn in der Jugendmannschaft von Marília AC. Hier schaffte er 2007 auch den Sprung in den Profikader. Sein erstes Ligaspiel bestritt er aber erst 2009 in der Staatsmeisterschaft von São Paulo. Am 21. Januar im Spiel gegen AD São Caetano stand er von Beginn an auf dem Platz. Der erste Einsatz auf internationaler Klubebene erfolgte am 5. August 2010. In der Copa Sudamericana 2010 ging es mit dem Grêmio Barueri gegen Atlético Mineiro. Dieser sollte im darauf folgenden Jahr sein neuer Arbeitgeber werden. 2016 wurde sein Vertrag bis Ende 2018 verlängert. Im Juni 2018 wurde dann Giovannis vorzeitige Entlassung bei Atlético Mineiro bekannt. Als Begründung wurde bekannt, dass der Trainer von Mineiro bis Saisonende nicht mehr mit ihm plant. Bis Ende des Jahres war er ohne neuen Kontrakt.
Im Januar 2019 gab der Guarani FC dann die Verpflichtung von Giovanni bekannt. Im Zuge der laufenden Saison wechselte Giovanni zum Paysandu SC. Im Ligabetrieb in der Série C kam Giovanni zu keinen Spielen, wurde aber bei acht im Copa Verde eingesetzt.
Zum Start in die Saison 2020 wechselte Giovanni zum EC Água Santa, mit welchem er in der Staatsmeisterschaft antrat. Anfang September 2020 ging Giovanni zum Grêmio Novorizontino, um mit diesem in der Série D 2020 anzutreten.

## Trivia
Anfang Juli verklagte Giovanni seinen ehemaligen Arbeitgeber Atlético Mineiro auf die Nachzahlung ausstehender Gehälter. Nachdem ein Einspruch von Atlético wurde der Klub auf eine Zahlung in Höhe von 400.000 Real verurteilt.

## Erfolge
Atlético Mineiro
- Staatsmeisterschaft von Minas Gerais: 2012, 2013, 2015, 2017
- Copa Libertadores: 2013
- Recopa Sudamericana: 2014
- Copa do Brasil: 2014